# Sambhogakaya
Sambhogakāya (Sanskriet voor lichaam van vreugde) is een centraal concept in het Mahayana-boeddhisme. Het concept werd voor het eerst uiteengezet in de Saddharma Pundarika Sutra (de lotussoetra) in de 1e eeuw v.Chr.
Sambhogakaya wordt ook wel vertaald als de godheiddimensie of de bliss body). Het verwijst naar de lichtgevende vorm of helder lichtdimensie, die bodhisattva's zouden bereiken na excessieve methodes van training. Vertellingen van ervaringen van deze hoog-mystieke dimensies zijn daarom ook zeldzaam. Daarnaast wordt de kennis ervan niet openlijk onderwezen.
Het begrip Trikaya lijkt veel op de drievuldigheid in het christendom, waarbij dharmakaya (Tibetaans: choeku, lichaam van waarheid) overeenkomt met god, sambhogakaya (Tibetaans: longku, lichaam van vreugde) met de heilige geest en nirmanakaya (Tibetaans: tulku, lichaam van verschijning) met Jezus als zoon van god.